# Качурівська сільська рада
Качурі́вська сільська́ ра́да — колишня адміністративно-територіальна одиниця та орган місцевого самоврядування в Подільському районі Одеської області. Адміністративний центр — село Качурівка.

## Загальні відомості
Качурівська сільська рада утворена в 1922 році.
- Територія ради: 61,83 км²
- Населення ради: 1 025 осіб (станом на 2001 рік)

## Населені пункти
Сільській раді були підпорядковані населені пункти:
- с. Качурівка
- с. Велика Кіндратівка
- с. Оброчне
- с. Поплавка

## Населення
Згідно з переписом УРСР 1989 року чисельність наявного населення сільської ради становила 1122 особи, з яких 506 чоловіків та 616 жінок.
За переписом населення України 2001 року в сільській раді мешкало 1020 осіб.

### Мова
Розподіл населення за рідною мовою за даними перепису 2001 року:
| Мова       | Відсоток |
| ---------- | -------- |
| українська | 85,17 %  |
| молдовська | 11,61 %  |
| російська  | 2,63 %   |
| білоруська | 0,39 %   |
| гагаузька  | 0,10 %   |

## Склад ради
Рада складалася з 12 депутатів та голови.
- Голова ради:
- Секретар ради: Мельниченко Марія Михайлівна

### Керівний склад попередніх скликань
| Прізвище, ім'я, по батькові | Основні відомості                                            | Дата обрання | Дата звільнення |
| --------------------------- | ------------------------------------------------------------ | ------------ | --------------- |
| Мєлека Олена Михайлівна     | Сільський голова, 1968 року народження, член Партії регіонів | 26.03.2006   | 31.10.2010      |

Примітка: таблиця складена за даними сайту Верховної Ради України

### Депутати
За результатами місцевих виборів 2010 року депутатами ради стали:

#### За суб'єктами висування
| Суб'єкт висування                                       | Кількість обраних депутатів | %    |
| ------------------------------------------------------- | --------------------------- | ---- |
| Партія регіонів                                         | 8                           | 66,7 |
| Політична партія Всеукраїнське об'єднання «Батьківщина» | 3                           | 25   |
| Самовисування                                           | 1                           | 8,3  |

#### За округами
| № округу                                                | Прізвище, ім'я, по батькові        | Дата визнання обраним | Освіта  | Партійна приналежність                        | Відомості про обраного депутата                        |
| ------------------------------------------------------- | ---------------------------------- | --------------------- | ------- | --------------------------------------------- | ------------------------------------------------------ |
| Партія регіонів                                         |                                    |                       |         |                                               |                                                        |
| 3                                                       | Куриляк Ольга Юріївна              | 02.11.2010            | середня | член Партії регіонів                          | Качурівська сільська рада, землевпорядник              |
| 5                                                       | Луценко Ольга Василівна            | 02.11.2010            | вища    | член Партії регіонів                          | Качурівська загальноосвітня школа І-ІІІ ст., вчитель   |
| 6                                                       | Бригадир Олена Василівна           | 02.11.2010            | вища    | член Партії регіонів                          | Качурівська загальноосвітня школа І-ІІІ ст., вчитель   |
| 7                                                       | Церковнюк Олег Леонтійович         | 02.11.2010            | середня | член Партії регіонів                          | Качурівська загальноосвітня школа І-ІІІ ст., завгосп   |
| 8                                                       | Бригадир Сергій Іванович           | 02.11.2010            | середня | позапартійний                                 | приватна кампанія «Агродім», завідувач складу          |
| 9                                                       | Чистоколенко Денис Сергійович      | 02.11.2010            | вища    | член Партії регіонів                          | Качурівська загальноосвітня школа І-ІІІ ст., вчитель   |
| 11                                                      | Левін Володимир Миколайович        | 02.11.2010            | середня | член Партії регіонів                          | сільськогосподарське ТОВ «Обруч», охоронець            |
| 12                                                      | Волощук Василь Михайлович          | 02.11.2010            | середня | член Партії регіонів                          | тимчасово не працює                                    |
| Політична партія Всеукраїнське об'єднання «Батьківщина» |                                    |                       |         |                                               |                                                        |
| 1                                                       | Логінський Володимир Володимирович | 02.11.2010            | вища    | член Всеукраїнського об'єднання «Батьківщина» | Качурівська дільниця ветеринарної медицини, завідувач  |
| 2                                                       | Мельниченко Марія Михайлівна       | 02.11.2010            | вища    | член Всеукраїнського об'єднання «Батьківщина» | відділення поштового зв'язку с. Качурівка, завідувачка |
| 10                                                      | Чорна Наталя Володимирівна         | 02.11.2010            | середня | член Всеукраїнського об'єднання «Батьківщина» | тимчасово не працює                                    |
| Самовисування                                           |                                    |                       |         |                                               |                                                        |
| 4                                                       | Товарницька Світлана Анатоліївна   | 02.11.2010            | вища    | позапартійна                                  | тимчасово не працює                                    |